# Аркімедес Фігера
Аркімедес Фігера (ісп. Arquímedes Figuera, нар. 6 січня 1989, Кумана) — венесуельський футболіст, півзахисник клубу «Депортіво Ла Гвайра».
Виступав, зокрема, за клуб «Трухільянос», а також національну збірну Венесуели.

## Клубна кар'єра
У професійному футболі дебютував 2009 року виступами за команду клубу «Трухільянос», в якій провів п'ять сезонів, взявши участь у 132 матчах чемпіонату. Більшість часу, проведеного у складі «Трухільянос», був основним гравцем команди.
До складу клубу «Депортіво Ла Гвайра» приєднався 2014 року. Відтоді встиг відіграти за команду з Каракаса 58 матчів в національному чемпіонаті.

## Виступи за збірні
2009 року залучався до складу молодіжної збірної Венесуели. На молодіжному рівні зіграв в одному офіційному матчі.
2011 року дебютував в офіційних матчах у складі національної збірної Венесуели. Наразі провів у формі головної команди країни 15 матчів, забивши 1 гол.
У складі збірної був учасником розіграшу Кубка Америки 2016 року у США.